# Aleiodes tricolor
Aleiodes tricolor är en stekelart som först beskrevs av Alexander Henry Haliday 1836.  Aleiodes tricolor ingår i släktet Aleiodes och familjen bracksteklar. Inga underarter finns listade i Catalogue of Life.